# توماس جيفرسون جاكسون سي
توماس جيفرسون جاكسون سي (بالإنجليزية: Thomas Jefferson Jackson See )‏ (و. 1866 – 1962 م) هو عالم فلك من الولايات المتحدة الأمريكية . ولد في مونتغمري سيتي .
توفي في أوكلاند، كاليفورنيا، عن عمر يناهز 96 عاماً.

## التعليم
تعلم في جامعة هومبولت في برلين